# Khúc Hạo
Khúc Hạo (chữ Hán: 曲顥; 860 - 917) hoặc Khúc Thừa Hạo, được suy tôn là Khúc Trung Chủ (曲中主), là con của Khúc Thừa Dụ. Quê của cha con Khúc Thừa Dụ, Khúc Hạo nay được cho là làng Cúc Bồ, xã Kiến Quốc, huyện Ninh Giang, tỉnh Hải Dương.
Cha của ông là Khúc Thừa Dụ vốn xuất thân từ gia đình hào tộc, nhân nhà Đường loạn, quân đội nhà Đường không thể kiểm soát nước Việt, Khúc Thừa Dụ được dân chúng suy tôn làm chúa và tự xưng là Tiết độ sứ, trực tiếp cai trị nước Việt. Khúc Thừa Dụ mất, Khúc Hạo lên thay làm Tiết độ sứ. Ông đã có vai trò quan trọng trong việc kiến thiết nền móng một nước Việt tự chủ; thực hiện chính sách ngoại giao mềm dẻo, trung lập khi ở Trung Quốc thời ấy có hai nước là Nam Hán và Hậu Lương.

## Bối cảnh và nguồn gốc
Nước Việt thời bấy giờ bị chính quyền nhà Đường Trung Quốc đô hộ, năm Kỷ Mão (679) vua Cao Tông nhà Đường chia đất Giao Châu ra làm 12 châu, 59 huyện và đặt An Nam đô hộ phủ. Năm 866, vua Đường Ý Tông thăng An Nam đô hộ phủ lên thành Tĩnh Hải quân. Năm Đinh Mão (907) nhà Đường mất ngôi, nhà Hậu Lương, Hậu Đường, Hậu Tấn, Hậu Hán, Hậu Chu tranh nhau làm vua. Mỗi nhà được mấy năm, gồm tất cả là 52 năm, gọi là đời Ngũ Quí hay là Ngũ Đại.
Trước khi nhà Đường sắp mất ngôi độ mấy năm, thì bên Trung Quốc loạn, giặc cướp nổi lên khắp cả mọi nơi. Uy quyền nhà vua không ra đến bên ngoài, thế lực ai mạnh thì người ấy xưng đế, xưng vương. Ở nước Việt, lúc bấy giờ có một người họ Khúc tên là Thừa Dụ, quê ở Hồng Châu (thuộc địa hạt Bàng Giang và Ninh Giang ở Hải Dương). Khúc Thừa Dụ vốn là một người hào phú trong xứ, mà tính lại khoan hòa, hay thương người, cho nên có nhiều người kính phục. Năm 905 Tĩnh Hải quân Tiết độ sứ Độc Cô Tổn bị triệu về nhà Đường (đời vua Đường Ai Đế) để trị tội, đất Tĩnh Hải quân vô chủ. Khúc Thừa Dụ thừa dịp dẫn quân đánh chiếm thủ phủ Đại La của Tĩnh Hải quân. Năm Bính Dần (906) đời vua Đường Ai Đế, nhân khi trong châu có loạn, dân chúng cử Khúc Thừa Dụ làm Tiết độ sứ để cai trị Giao Châu. Nhà Đường lúc bấy giờ suy nhược, thế không ngăn cấm được, cũng thuận cho Khúc Thừa Dụ làm Tĩnh Hải Tiết độ sứ và gia phong Đồng bình Chương sự. Năm sau nhà Đường mất ngôi (907), nhà Hậu Lương lên thay, phong cho Lưu Ẩn làm Nam Bình Vương, kiêm chức Tiết độ sứ Quảng Châu và Tĩnh Hải, có ý để lấy lại Giao Châu. Khúc Thừa Dụ làm Tiết độ sứ được non một năm thì mất, giao quyền lại cho con là Khúc Hạo.
Theo Việt giám thông khảo tổng luận, Lê Tung gọi Khúc Thừa Dụ là Khúc Tiên Chúa, mấy đời là hào tộc mạnh, nhân nhà Đường mất, lòng người yêu mến, suy tôn làm chúa, dựng đô ở La Thành. Khúc Trung Chúa (tức Khúc Hạo) nối cơ nghiệp trước, có phong thái của ông nội. Không rõ Lê Tung viết Khúc Hạo là con hay cháu của Khúc Thừa Dụ.

## Sự nghiệp

### Kế tập chức Tiết độ sứ
Các sách sử như Đại Việt sử ký toàn thư, An Nam chí lược, Lịch triều hiến chương loại chí... đều chép rất vắn tắt về Khúc Hạo cũng như những việc ông làm. Theo sách Đại Việt sử ký toàn thư, vào năm 907, sau khi nhà Đường mất, nhà Lương lên thay, cho Quảng Châu Tiết độ sứ là Lưu Ẩn kiêm chức Tĩnh Hải quân Tiết độ sứ, tước Nam Bình vương. Khi ấy Ẩn chiếm giữ Phiên Ngung, người Giao Châu là Khúc Hạo chiếm giữ châu trị, tự xưng là Tiết độ sứ, có ý mưu đồ lẫn nhau.
Khúc Hạo kế nghiệp Khúc Thừa Dụ, đóng đô ở La Thành, vốn là trị sở cũ do nhà Đường xây dựng nên. Sử gia Lê Tung nhận xét rằng Khúc Hạo có phong thái của ông nội, trù hoạch quyết thắng, ngoài ý mọi người, chống chọi các nước Bắc triều, là bậc chúa hiền của nước Việt, đã định ra hộ tịch và các chức quản giáp, chế độ mới lập ít nhiều, nửa chừng thì mất (tức năm 917).
Theo Việt Nam sử lược, Khúc Hạo lập ra lộ, phủ, châu, xã ở các nơi, đặt quan lại, sửa sang việc thuế má, việc sưu dịch và lại cho con là Khúc Thừa Mỹ sang sứ bên Quảng Châu, tiếng là kết hiếu với nhau, nhưng cốt để dò thăm mọi việc hư thực. Năm Đinh Sửu (917) Khúc Hạo mất, truyền nghiệp lại cho con là Khúc Thừa Mỹ.
Theo sách An Nam chí lược, Khúc Hạo người Giao Chỉ. Cuối đời Đường, Khúc Hạo làm tiết độ sứ thay cho Độc Cô Tổn: đổi các hương ở các huyện làm giáp, đặt mỗi giáp một quản giáp và một phó tri giáp để giữ việc đánh thuế. Khúc Hạo giữ chức tiết độ sứ được bốn năm thì mất.

### Cải cách
Theo nghiên cứu của một số nhà làm sử hiện đại ở Việt Nam thì Khúc Hạo đã có những cải cách quan trọng. Khúc Hạo đã tiến hành cải cách quan trọng về các mặt. Đường lối chính trị của ông được sử sách tóm lược ngắn gọn song rất rõ ràng: "Chính sự cốt chuộng khoan dung, giản dị, nhân dân đều được yên vui". Khoan dung tức là không bắt buộc, không quá khắt khe với dân, chống tham quan ô lại. Giản dị là không làm phiền hà, sách nhiễu bởi nhiều thủ tục quan liêu. Yên vui, "an cư lạc nghiệp" là lý tưởng của nếp sống mà người nông dân nơi thôn xóm mong đợi. Khúc Hạo sửa lại chế độ điền tô, thuế má lực dịch nặng nề của thời thuộc Đường. Ông ra lệnh "bình quân thuế ruộng, tha bỏ lực dịch, lập sổ hộ khẩu, kê rõ quê quán, giao cho giáp trưởng (quản giáp) trông coi."
Từ mô hình của chính quyền đô hộ nhà Đường với An Nam, nhằm khắc phục tình trạng phân tán quyền lực vào tay các thủ lĩnh địa phương, Khúc Hạo đã có những cố gắng lớn đầu tiên nhằm xây dựng chính quyền độc lập, thống nhất từ trung ương đến xã. Ông chia cả nước thành những đơn vị hành chính các cấp: lộ, phủ, châu, giáp, xã. Mỗi xã đặt ra xã quan, một người chánh lệnh trưởng và một người tá lệnh trưởng. Một số xã ở gần nhau thời thuộc Đường gọi là hương nay đổi là giáp, mỗi giáp có một quản giáp và một phó tri giáp để trông nom việc kê hộ khẩu, nhân khẩu và việc thu thuế. Theo sách An Nam chí nguyên, Khúc Hạo đặt thêm 150 giáp, cộng với những giáp trước đây nhà Đường đặt, cả thảy toàn bộ Tĩnh Hải quân có 314 giáp.

### Ngoại giao
Nhà Hậu Lương, trước đây vì mới cướp ngôi nhà Đường, phương Bắc nhiều biến cố nên Hậu Lương Thái Tổ thừa nhận Khúc Hạo làm Tiết độ sứ Tĩnh Hải quân năm 907. Nhưng qua năm sau (năm 908), vua Hậu Lương là Hậu Lương Thái Tổ lại phong cho Tiết độ phó sứ ở Quảng Châu là Lưu Ẩn kiêm chức "Tĩnh Hải quân tiết độ, An Nam đô hộ". Điều đó có nghĩa là người Trung Quốc vẫn muốn chiếm lại Việt Nam. Sự cai trị vững vàng của Khúc Hạo ở Tĩnh Hải quân khiến họ Lưu ở Quảng Châu không dám nhòm ngó tới phương nam. 
Năm 909, Hậu Lương Thái Tổ phong Lưu Ẩn ở Quảng Châu là Nam Bình vương. Năm 910, Hậu Lương Thái Tổ phong Lưu Ẩn ở Quảng Châu là Nam Hải vương. Ngày 4 tháng 4 năm 911 Nam Hải vương Lưu Ẩn ở Quảng Châu mất, em là Lưu Nham kế vị làm Nam Hải vương. Vào đầu năm 913, vua Chu Hữu Khuê nhà Hậu Lương ban chức kiểm hiệu thái phó cho Nam Hải vương Lưu Nham ở Quảng Châu. Cùng năm 913, vua Chu Trấn nhà Hậu Lương bổ nhiệm Lưu Nham ở Quảng Châu làm tiết độ sứ của Thanh Hải quân và Kiến Vũ quân, phong tước Nam Bình vương cho Lưu Nham. Năm 916 Lưu Nham chấm dứt việc gửi cống phẩm và sứ giả đến nhà Hậu Lương sau khi bị vua Chu Trấn nhà Hậu Lương từ chối sắc phong làm Nam Việt vương.
Khi được tăng cường lực lượng từ các sĩ dân Trung nguyên di cư xuống phía Nam, Quảng Châu mạnh lên. Tháng 9 năm 917, Nam Bình vương Lưu Nham ở Quảng Châu bèn xưng đế, lập ra nước Nam Hán tách khỏi nhà Hậu Lương, một trong mười nước thời Ngũ đại Thập quốc. Nguyên ban đầu Nam Hán Cao Tổ (Lưu Nghiễm) lấy quốc hiệu là Đại Việt, sang năm 918 Nam Hán Cao Tổ mới đổi tên là Đại Hán (sử gọi là Nam Hán để phân biệt với Bắc Hán tồn tại cùng thời kỳ) và từ đó giữ quốc hiệu này. Quốc hiệu Đại Việt ban đầu càng chứng tỏ tham vọng của họ Lưu muốn đánh Tĩnh Hải quân mà sau này họ hai lần thực hiện (vào năm 930 và năm 938).
Nhận thấy nguy cơ từ phía họ Lưu, Khúc Hạo sai con là Khúc Thừa Mỹ làm "khuyến hiếu sứ" sang Quảng Châu gặp vua Nam Hán Cao Tổ, bề ngoài là để ‘‘kết mối hòa hiếu’’, song bề trong cốt là xem xét tình hình hư thực của địch. Cuối năm 917 khi Khúc Thừa Mỹ trở về thì Khúc Hạo mất. Dù ông chưa từng xưng đế hay xưng vương nhưng đời sau nhớ công lao của ông và gọi ông là ‘‘Khúc Trung chủ’’. Khúc Thừa Mỹ kế vị làm Tĩnh Hải quân Tiết độ sứ.
Do hành động ngoại giao mềm dẻo của Khúc Hạo, Nam Hán không gây hấn với Tĩnh Hải quân. Sau này, do Khúc Thừa Mỹ từ bỏ chính sách của cha, nhận chức Tiết độ sứ từ nhà Lương chứ không thừa nhận nhà Nam Hán. Sử ghi thời Khúc Thừa Mỹ bên trong lao dịch nặng nề; bên ngoài lại thân với nhà Hậu Lương mà nước Nam Hán đã ly khai, chống đối Nam Hán trong khi Hậu Lương ở quá xa tận Trung nguyên; hơn nữa Khúc Thừa Mỹ còn công khai gọi Nam Hán là "ngụy đình" (triều đình không chính thống) làm chọc giận họ Lưu, nên có thể là nguyên nhân quân Nam Hán tiến quân xâm lược nước Việt.

## Nhận định
- Theo Văn Tạo, Viện Sử học Việt Nam: Khúc Hạo được đánh giá là nhà cải cách hành chính đầu tiên ở Việt Nam. So với thời Cao Biền, số đơn vị hành chính thời Khúc Hạo được tăng lên gấp đôi. Như vậy về chiều rộng, chính quyền trung ương đã vươn tới nhiều nơi hơn trên địa bàn cai trị. Việc đưa nhân khẩu vào quản lý chặt chẽ hơn tại các đơn vị hành chính tạo điều kiện tăng cường nhân lực cho các hoạt động kinh tế, quân sự của chính quyền. Vào thế kỷ 10, trong khi các hào trưởng địa phương ít nhiều có xu hướng độc lập, cát cứ với chính quyền trung ương (ngay cả các triều đại Ngô, Đinh sau đó cũng vậy), Khúc Hạo đã khéo léo dựa vào họ để củng cố chính quyền cơ sở. Cuộc cải cách của ông tạo cơ sở kinh tế, xã hội vững chắc cho nền độc lập, tự chủ của người Việt sau này.[16][17][18]